# مقياس الأضرار
مقياس الأضرار في القانون (بالإنجليزية: measure of damages) تتطلب الاضرار الناتجة عن عدم الإيفاء بعقد من جهة أحد الطرفين المتعاقدين تدبيرات قانونية لتعويض المتضرر، وهذا ما يراه القانون الإنجليزي. فهو يسعي إلى تعويض المتضرر عن الخسارة التي لحقت به بسبب إخلال الطرف الآخر بالعقد، بدلا من معاقبة المخل بالعقد. وإذا لم تقع خسارة على المطالب المدعي، يقدم إليه تعويض اسمي.
وقد لا يستعيد المتضرر جميع الخسارة التي لحقت به بسبب إخلال الطرف الآخر للعقد.ولكي يغطي المتضرر أي خسارة، فعليه إثبات أن الخسارة حدثت بسبب إخلال الطرف الآخر للعقد، مع الاعتدال في تحديد الخسارة. ويقضي القانون الإنجليزي بأنه من واجب المتضرر العمل على الحد من تفاقم الأضرار، عند طلبه التعويض.

## اقرأ أيضاً
- أضرار تأديبية
- أضرار
- مستحقات مؤجلة
- تخصيص الأموال